# Museu del Vestit

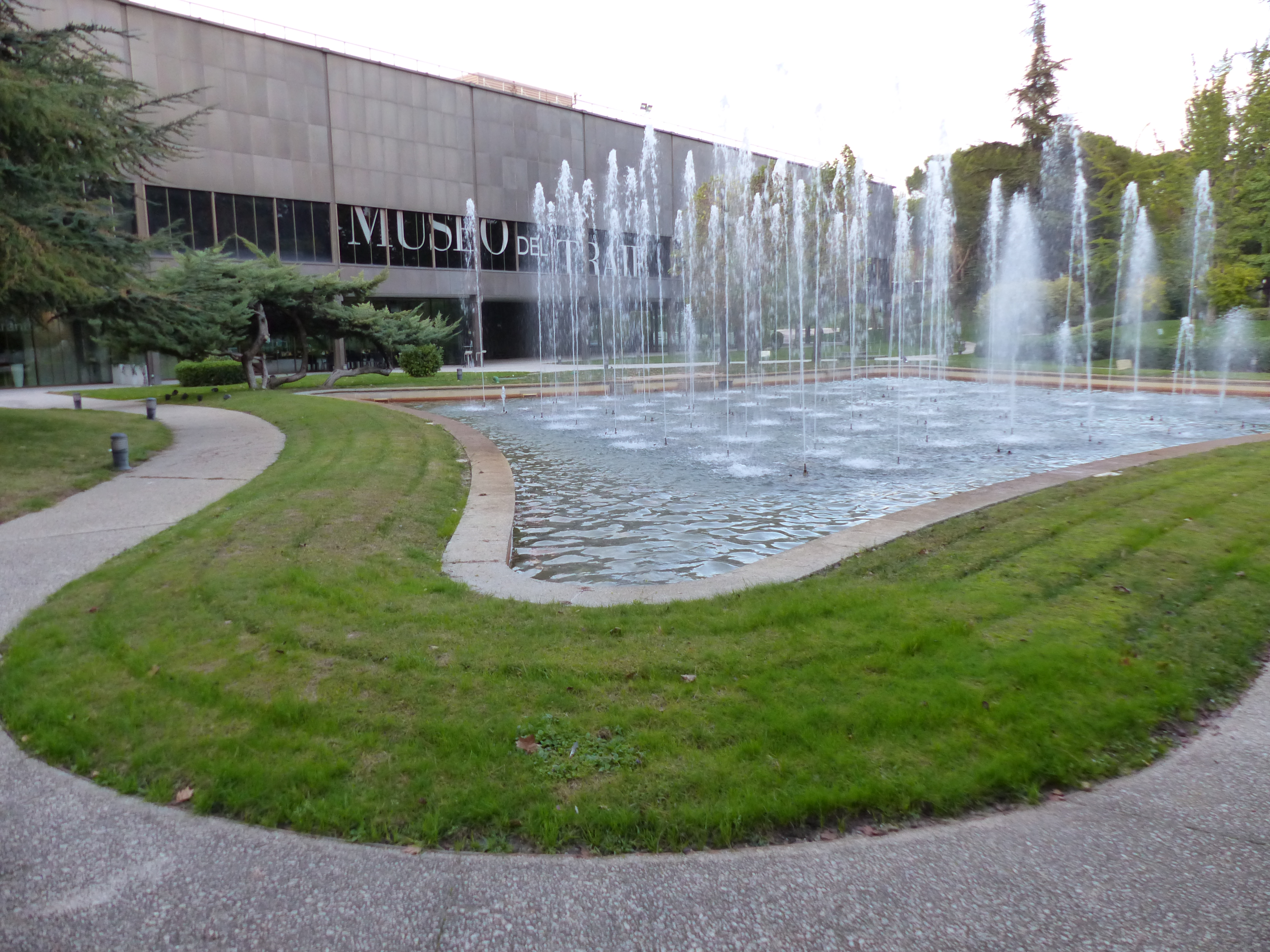
Font i jardins enfront del Museu del Vestit

El Museu del Vestit és un museu nacional dependent del Ministeri d'Educació, Cultura i Esport a la Ciutat Universitària de Madrid. El seu objectiu és promoure el coneixement de l'evolució històrica de la indumentària i dels testimonis del patrimoni etnològic representatius de les cultures dels pobles d'Espanya.

## Història
El museu, malgrat ser una institució de recent creació, compta amb una llarga i curiosa història. El seu origen cal cercar-lo a l'Exposició del Vestit Històric, celebrada el 1925. En el discurs inaugural d'aquest esdeveniment, el Comte de Romanones ja va plantejar la idea de convertir l'exposició temporal en una permanent al Museu del Vestit. Dos anys més tard es creava una Junta de Patronat del Museu que havia de fer-se càrrec dels fons de l'Exposició, donats o adquirits per l'Estat, i fer-ne el nou Museu del Vestit Regional i Històric (1927-1934).
El 1934, es materialitza la idea de crear una altra institució que recollís aquestes col·leccions i atresorés, a més a més, les tradicions dels pobles d'Espanya. Aquest nou museu, el Museu del Poble Espanyol, va afegir les col·leccions del Seminari d'Etnografia i Arts Populars de l'Escola Superior de Magisteri i àmplies sèries d'objectes que els patronats regionals van adquirir entre 1934 i 1936. Després de diversos canvis de seu, les col·leccions es traslladen, el 1983, a l'edifici que actualment ocupen; aleshores, seu del Museu Espanyol d'Art Contemporani.
L'any 1993 el Museu del Poble Espanyol i el Museu Nacional d'Etnologia es van unir en una única institució, el Museu Nacional d'Antropologia (1993-2004), encara que van continuar funcionant de manera independent.
Finalment, el 2002, després d'una reflexió general sobre el futur del museu, es va decidir potenciar la presència pública de la col·lecció de vestits des d'una perspectiva moderna. L'any 2004, quasi vuitanta anys després de la inauguració del Museu del Vestit Regional es va crear el Museu del Vestit - Centre de Recerca del Patrimoni Etnològic.

## Col·leccions
- Indumentària històrica. El Museu conserva escasses però significatives peces dels segles xvi i xvii, de les que destaca un gipó femení de la darreria del xvi. La col·lecció del segle xviii té excel·lents exemples del vestit masculí jupes i armilles, així com la col·lecció de casaques femenines i peces de roba castisses del majisme. El segle xix té una representació més limitada en nombre d'objectes, però els diversos estils del període estan representats.[3]

- Indumentària contemporània. A la col·lecció de segle xx, amb unes 4000 peces de roba, destaca en primer lloc Marià Fortuny i Madrazo amb el seu alliberador «Delphos». Del moment en què l'alta costura va assolir la seva màxima esplendor, compta amb obres del mestre Cristóbal Balenciaga, amb vestits per a diferents hores del dia i els dissenys de Pedro Rodríguez, Madame Rosina, Natalio Bernabéu, Manuel Pertegaz i Elio Berhanyer, entre d'altres, que mostren l'alt nivell dels modistes espanyols. Dels creadors en actiu, el museu compta amb obres que van marcat tendències, com el singular vestit metàl·lic de Paco Rabanne, i la representació d'un gran nombre de dissenyadors espanyols actuals. Altres grans obres que s'hi conserven són alguns dels vestits que va lluir Audrey Hepburn a la pel·lícula Esmorzar amb diamants, tots dissenyats per Hubert de Givenchy.[4]

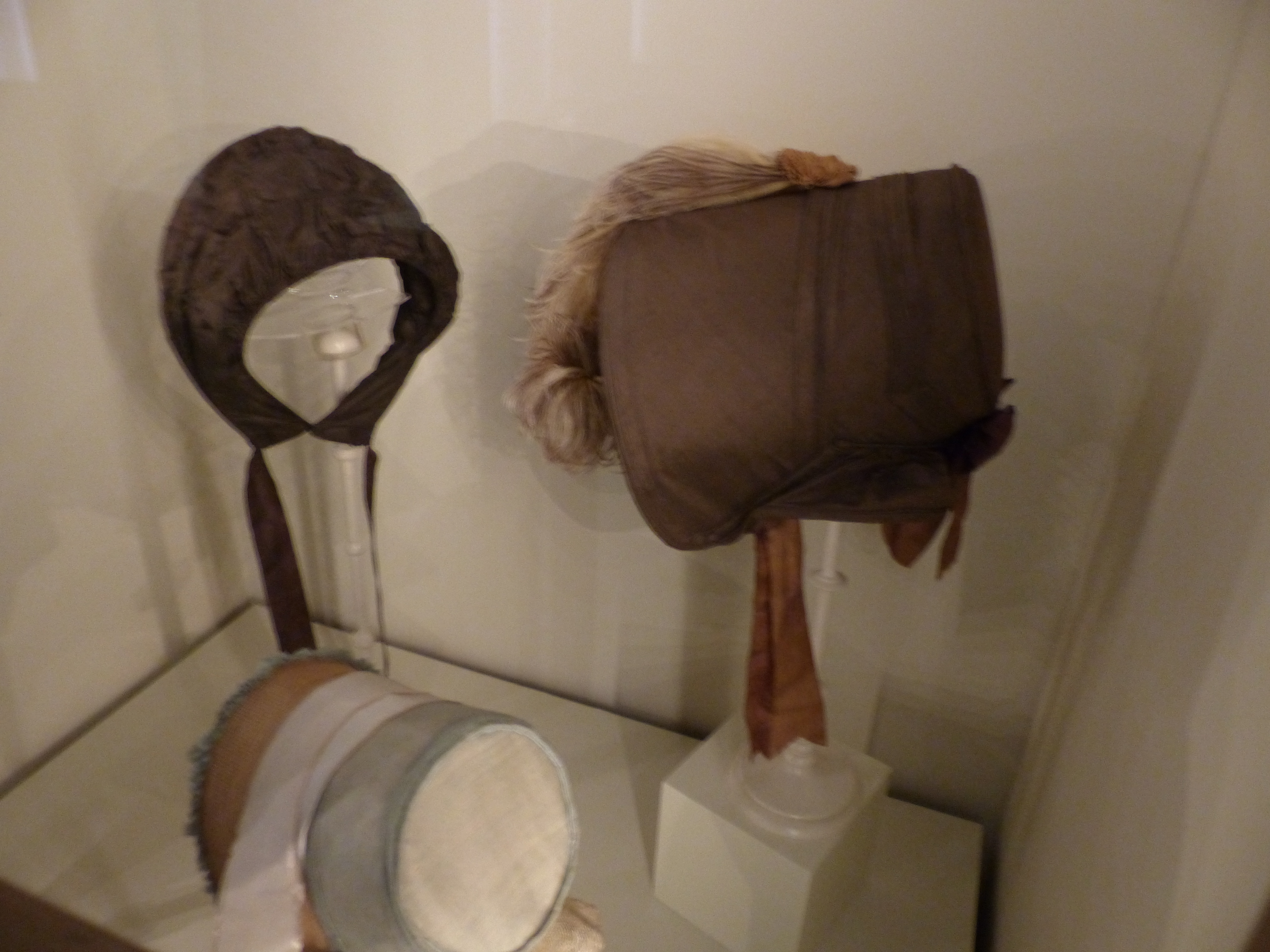
Barret tipus caputxa

- Indumentària popular. El museu custodia una important col·lecció d'indumentària tradicional popular procedent de tot Espanya, formada per més de 5.000 peces. La col·lecció ha crescut de manera significativa com un complement indispensable de les sèries d'etnografia que tenia l'antic Museu del Poble Espanyol.[5]

- Joieria i complements. La col·lecció de joies en constitueix una de les més destacades senyes d'identitat del museu. Encara que la majoria de les peces que l'arrangen estan vinculades amb aspectes tradicionals de la cultura espanyola, també tenen cabuda peces representatives dels corrents estètics europeus dels dos últims segles. El museu té més a més amb una extraordinària col·lecció de complements de moda. Destaquen els barrets del segle xix i principi del xx; les ombrel·les d'encaix; els guants, que abasten des del segle xvii fins avui; i menció especial mereix el calçat, sèrie on sobresurten les sabates i xinel·les femenines del segle xviii. Ambdues col·leccions sumen un total de 9.000 peces. El museu és una gran visita turística, ja que permet saber tot sobre la cultura i vestimenta d'Espanya.[6]

## Edifici

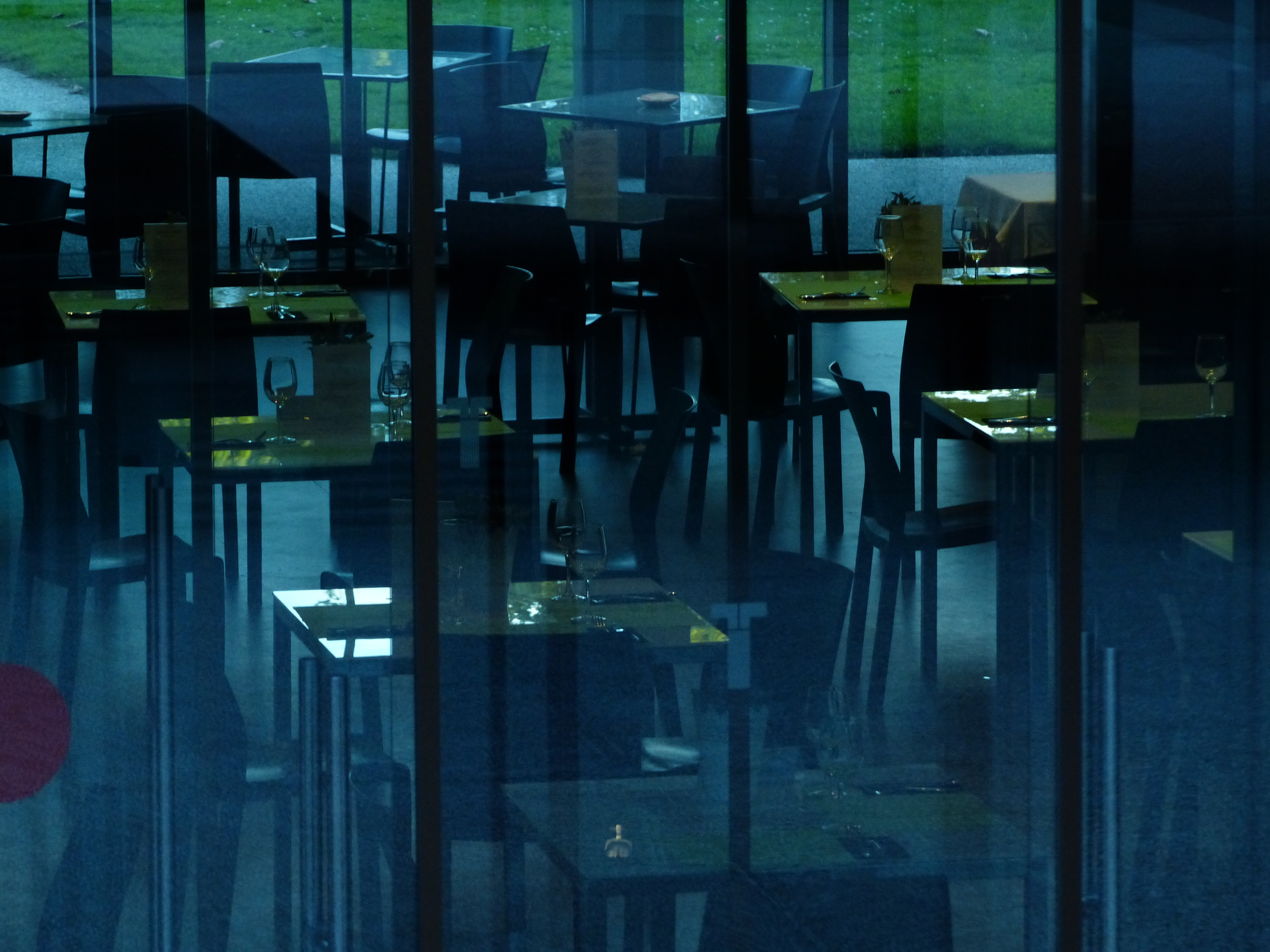
Restaurant del museu

Va ser construït entre 1971 i 1973 i inaugurat el 1975 com a Museu Espanyol d'Art Contemporani (MEAC). Els autors, els arquitectes Jaime López d'Asiaín i Ángel Díaz Domínguez, van en el concepte les recomanacions del Congrés d'Arquitectura de Museus de l'any 1968. El projecte va ser guardonat amb el Premi Nacional d'Arquitectura de 1969. Després de la transformació del MEAC en el Museu Reina Sofia i el 1992 el seu trasllat a la seu actual, l'edifici va quedar sense ús. En la rehabilitació es van gastar 21 milions d'euros.
Els espais públics del museu es concentren a la planta baixa, al voltant del pati central, en directa unió visual amb els jardins exteriors —botiga, cafeteria i futura sala d'exposicions temporals—, i a la planta principal multifuncional, on hi ha la biblioteca, l'auditori, aules, tallers infantils, serveis interns i una gran sala d'exposicions.

## Accessibilitat
S'hi pot accedir en transport públic; a uns 500 metres hi ha dues estacions de Metro —Ciudad Universitaria (línia 6) i Moncloa (línies 3 i 6)— i diversos autobusos de l'EMT Madrid —línies 46, 83, 133, F, G, I, U. D'altra banda, s'hi pot entrar des del carrer sense cap mena de desnivell i hi ha ascensors que comuniquen les zones públiques de la primera planta amb l'exterior.

## Activitats del museu
En els seus anys d'existència el Museu del Vestit ha pretès consagrar-se i destacar per un ric volum d'activitats orientades a aprofundir la història del vestit i els seus valors estètics, tècnics, socials o culturals. Això inclou l'organització d'exposicions temporals, activitats de difusió escolar, tallers de divulgació, animacions, cicles de conferències i congressos. És el cas, per citar algun exemple, dels «Encuentros con…», en els quals els dissenyadors conversen amb el públic, el «Modelo del mes», breus conferències en què s'interpreta una peça seleccionada de la sala d'exposició, o els «Domingos en familia», tallers on es fomenta l'aprenentatge i la participació en família.
Participa en les activitats programades en el marc de la «Semana de la Ciencia» organitzada per la Comunitat de Madrid.

## Situació actual[Cal actualitzar]
La Universitat Complutense de Madrid, propietària del terreny, vol recuperar-lo quan acabi l'actual conveni de cessió el 2013, el que obliga al museu a cercar una nova seu. La Universitat negocia el preu que pagarà per l'edifici.
Dilluns 28 d'abril de 2008 se signava l'acord entre el Ministeri de Cultura i l'Ajuntament de Madrid per a crear un nou Centre Nacional de la Moda amb seu a l'Escorxador de Madrid. Prèviament ja s'havia donat a conèixer la decisió de traslladar els fons del denominat CIPE —Centre d'Interpretació del Patrimoni Etnològic, vinculat al Museu del Vestit— a una nova seu a Terol.
L'11 de maig de 2008 l'Associació d'Amics del Museu del Vestit va elaborar un comunicat en què mostra la seva preocupació pel futur del Museu del Vestit, i posa en marxa una iniciativa de recollida de signatures.